# Bernhard Kuhnt (TV-Kommissar)
Bernhard „Bernie“ Kuhnt (* 2. November 1963 in Millstatt am See, Kärnten) ist ein deutscher Kriminaloberkommissar aus Österreich.

## Leben
Kuhnt wurde durch die Pseudo-Doku Niedrig und Kuhnt – Kommissare ermitteln, an der Seite seiner Kollegin Cornelia Niedrig, bekannt. Diese Rolle spielte er über zehn Jahre, bis er nach Absetzung der Serie in den Polizeidienst in Duisburg zurückkehrte. Seit dem Herbst 2015 gehört Kuhnt zum Cast der RTL II Polizei Pseudo-Doku Die Straßencops – Jugend im Visier. Er arbeitet seit 1995 bei der Kriminalpolizei in Duisburg. 2018 steht er für die aus 15 Folgen bestehende RTL-II-Serie Die Straßencops Duisburg vor der Kamera. 2020 kehrte er mit dem Crossover zu Niedrig und Kuhnt, an der Seite von Lara Grünberg aus Die Ruhrpottwache mit Grünberg und Kuhnt zu Sat.1 zurück. Das Spin Off wurde nach einer Staffel und 20 Folgen wieder eingestellt.

## Mitwirkung in Film und Fernsehen (Auswahl)

### Fernsehserien
- 2003–2014: Niedrig und Kuhnt – Kommissare ermitteln (Fernsehserie, 1937 Folgen)
- 2010: Switch reloaded (Folge Episode 4x11)
- 2015: Niedrig und Kuhnt Special
- seit 2015: Die Straßencops – Jugend im Visier
- 2018: Die Straßencops Duisburg
- 2020: Grünberg und Kuhnt (Fernsehserie, 20 Folgen)

### Auftritte
- 2010: Riverboat